# Abadía de Kelso

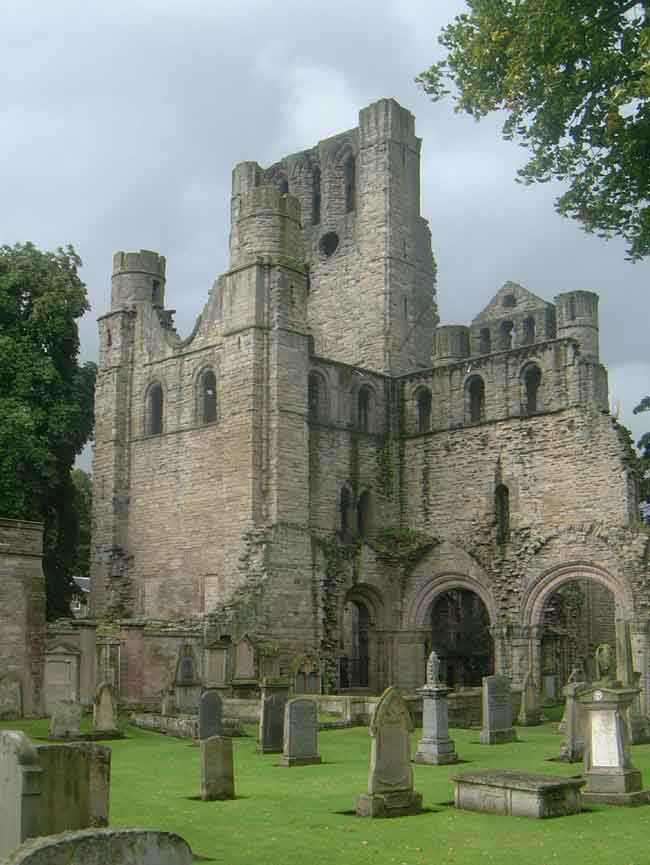
Las ruinas modernas de la Abadía de Kelso.

La abadía de Kelso (anteriormente denominada Abadía de Selkirk) es una abadía medieval situada en los Borders escoceses, construida en el siglo XII en tierras cedidas por el rey David I de Escocia a los monjes de la orden de Tirón (originarios de Francia).

## Historia de la Abadía
La construcción del edificio comenzó en 1128, y se completó quince años más tarde, en 1143, consagrada a la Virgen María y a San Juan.
La abadía de Kelso pronto se convirtió en una de las más ricas y grandes de Escocia, gracias a sus amplias posesiones en la región de los Borders. La abadía era también la sede del señorío feudal de Holydean. La importancia creciente de la abadía se puso de manifiesto cuando el rey Jaime III de Escocia fue coronado en ella en 1460. Sin embargo, la cercanía del límite entre Escocia e Inglaterra hizo que la abadía sufriera frecuentes daños debido a luchas fronterizas. Así, fue dañada durante las guerras angloescocesas del siglo XIV, pero fue reparada por los propios monjes.
La abadía también sufrió importantes daños durante la campaña emprendida por Edward Seymour, primer Duque de Somerset, entre 1544 y 1547, conocida como Rough Wooing ("Cortejo brusco"), con la que intentaba lograr el rendimiento de María Estuardo. La Reforma protestante que se inició en Escocia en 1560, significó que la Abadía no tuviera ya oportunidad de recuperarse ni de reconstruirse. Después de nuevos ataques y daños, la Abadía fue declarada oficialmente en ruinas en 1587.
Tras el final de la reforma, la abadía fue parcialmente utilizada como parroquia entre 1647 y 1771, mientras que otras partes de la estructura fueron desmanteladas, y sus piedras empleadas por los vecinos de Kelso en nuevas construcciones. En 1805, gran parte de las ruinas fueron eliminadas, conservándose solo la torre oeste y su transepto, que es lo que se conserva también hoy día. Una adición reciente (de 1933) es un claustro en memoria del 8.º Duque of Roxburghe, construido imitando el estilo de los claustros del siglo XII, en que se erigió la Abadía original.
En la actualidad, las ruinas dependen de la fundación Historic Scotland, y pueden visitarse gratuitamente.
- Datos: Q1447338
- Multimedia: Kelso Abbey / Q1447338